# François Fillon
François Fillon (; n. 4 martie 1954, Le Mans, Franța) este un politician francez, prim-ministru al Franței din 17 mai 2007. Face parte din UMP. Între 1993-1995 și 2004-2005 a fost ministru al educației.
În urma unor alegeri interne, i-a eliminat din cursă în primul tur pe Nicolas Sarkozy, fost președinte al Franței, iar în al doilea tur, pe Alain Juppé în cursa pentru a deveni candidatul dreptei și centrului în alegerile prezidențiale din 2017.

## Biografia
Fillon sa născut la 4 martie 1954 în Le Mans, Sarthe, Franța. Tatăl său, Michel, este un notar al dreptului civil, în timp ce mama sa, Anne Soulet Fillon, este un istoric celebru al descendenței basce. Cel mai tânăr frate, Dominique, este un pianist și muzician de jazz.
Fillon a primit diploma de bacalaureat în 1972. Apoi a studiat la Universitatea Maine din Le Mans, unde a obținut o diplomă de masterat în drept public în 1976. Ulterior, a obținut diploma de studii aprofundate (diplôme d'études approfondies) în drept public de la Universitatea Descartes din Paris.